# 一升瓶

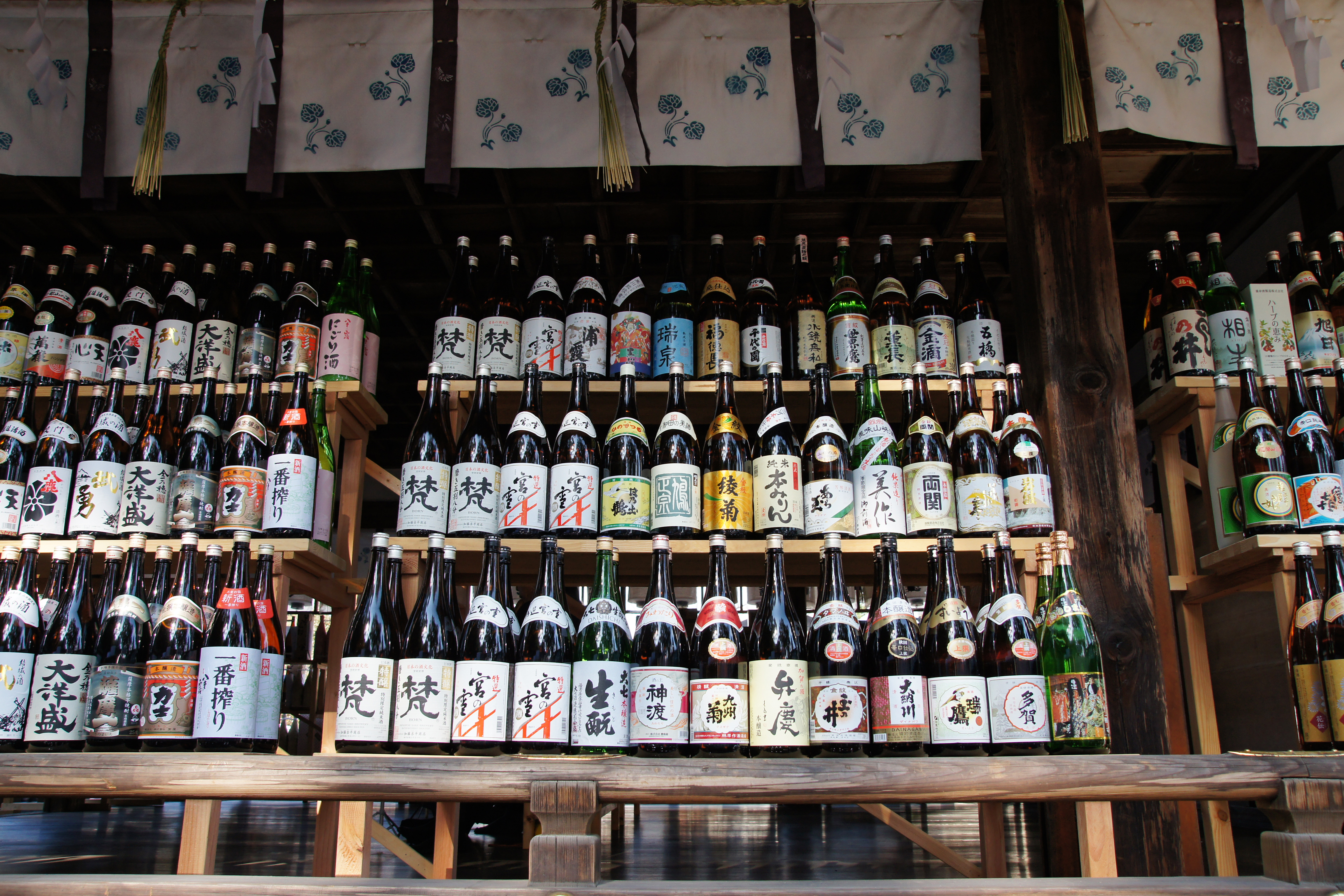
各种以一升瓶盛装的清酒

一升瓶是日本的一种用于盛装液体的玻璃容器。其容量为1,800毫升±15毫升，形制有工业标准。因其容量为传统上的一升而得名。日文别名（1.8公升瓶）。
它最早始于日本的清酒填装，常用于清酒和酱油等饮料、调味料。一升瓶是可回收而再次使用的。

## 概述

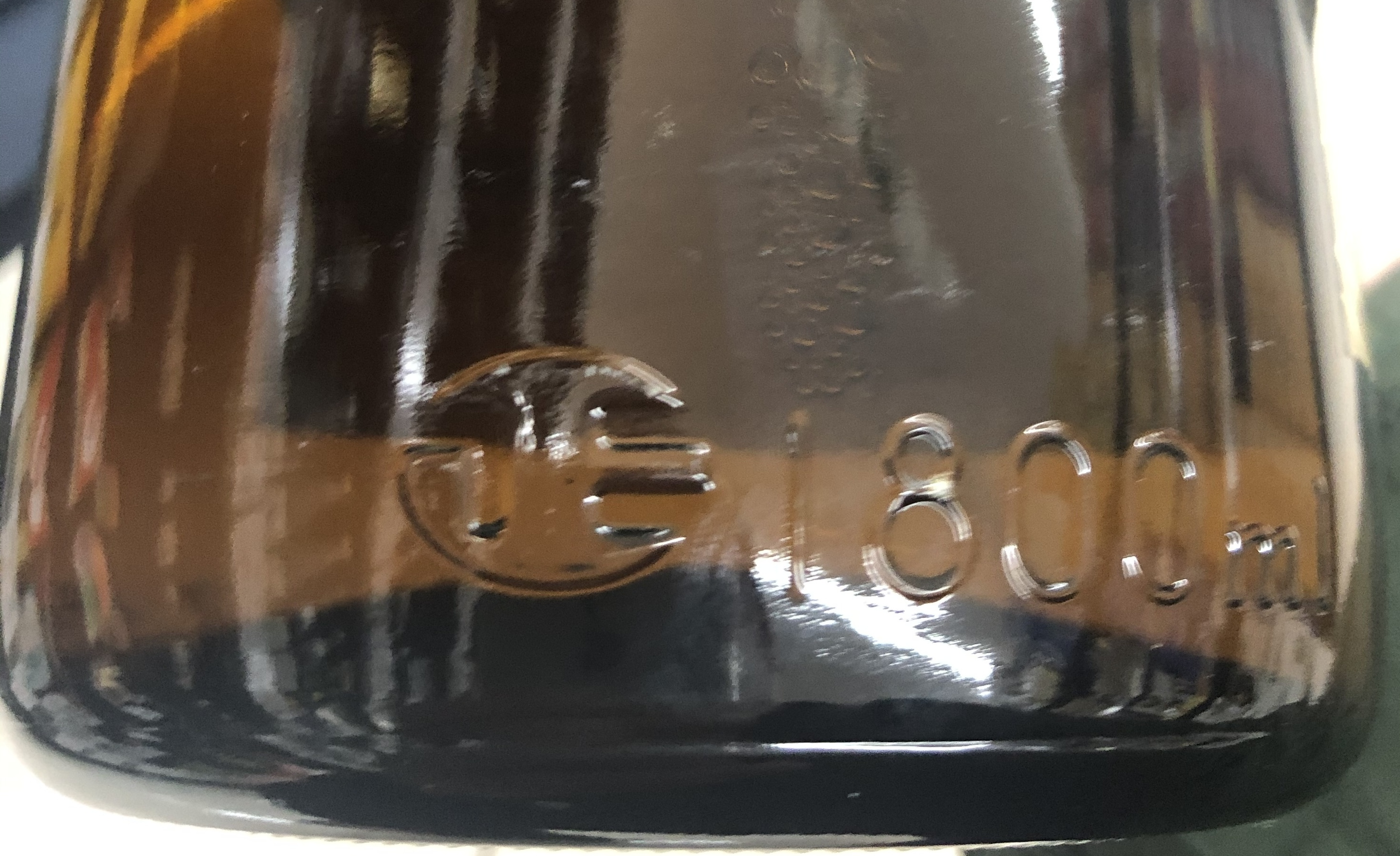
一升瓶侧面底部的丸正标识和“1800mL”容量标识

一升瓶的“升”采用日本尺贯法的标准，日本升约合1.804公升。一升瓶是当前瓶装日本酒的最大容量，其次是720毫升的“四合瓶”。
为了防止内容物因阳光照射变质，通常与啤酒瓶类似，为茶色或绿色的透明玻璃瓶。瓶口无螺纹。在日本国内用于盛装多种饮料和调味料。其规格有统一标准故而形制基本相同，不因产品品牌而有区别。
与啤酒瓶不同，一升瓶不属酒厂的知识产权，而有固定的规格形制。一升瓶虽无“退还押金”一说，仍然可以作为有价值的商品由酒铺回收，故而一般可以在零售店退还空瓶而换取少量金钱（约5日元）。後來一升瓶价值逐渐降低，很多店铺已经改为无偿回收。:3

## 规格

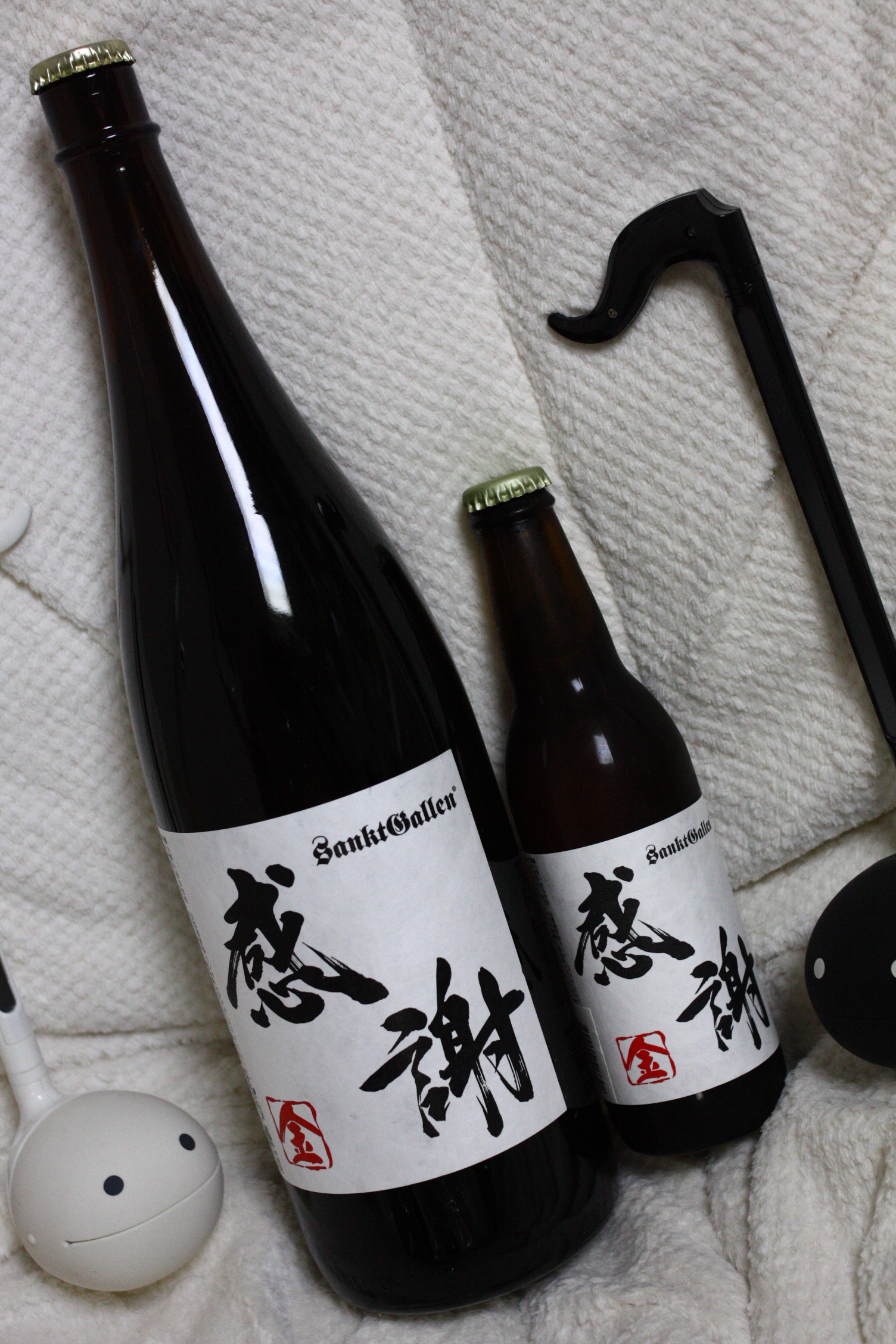
一升瓶与334mL瓶装的啤酒

日本的法律规定“特殊容器”用于液体商品，装满时即达到固定的容量，且必须为透明或半透明。一升瓶为特殊容器的一种。JIS标准S2350:2014中定义的JS-52即一升瓶，标准中规定了盛装辣酱油类、酱油、食醋、清酒、味淋、威士忌、白兰地、果酒等用途。
JIS规定一升瓶高395±1.9mm，底部直径105.3±2.5mm，上部直径30±0.3mm，最小壁厚1.7mm，容量1800 ±15 mL，参考質量950g。

## 历史
日本近代以前使用桶作为大容量的容器来运输酒等液体商品，并在店头使用升作为计量单位，按量贩售。买酒时，顾客使用称为“德利”的壶盛装，店家也会租借德利给顾客。明治时代，开始有玻璃瓶装酒从西方输入日本。1886年，为了送日本酒到国际博览会，日本开始生产少量玻璃瓶装酒。1896年，开始有酒类出口用的容量为1升的陶瓷瓶。1901年，日本出现了最早的容量为1升的玻璃酒瓶。1908年，月桂冠酒开始以1升容量的玻璃瓶贩售。:1
容量为1升的玻璃瓶最初为人工吹制。量产始于大正时代后期（约1920年代前期），日本公司德永硝子将一升容量的陶瓷瓶送到美国，订制了制造玻璃瓶的机械:569。从此1升的玻璃瓶不仅用于日本酒，也开始用于酱油等商品。1938年，随着酿酒税法的修订，瓶装酒获得普及:35。战后瓶装酒比例大幅提高，1965年时日本酒出厂时几乎都为瓶装，其中大部分为1升的玻璃瓶。:11967年，180mL的纸容器酒开始出现，1975年，1.8L的纸容器酒面世。由于纸容器成本低，2000年后纸容器包装的酒类份额已超过一升瓶包装。:35
1956年，日本計量法颁布，1.8公升的玻璃瓶成为了计量法规定的“特殊容器”。特殊容器只需要观察液面高度即可判断是否达到所需计量的容量。符合该标准的容器会附有一个外廓为扁椭圆形的“正”字（通称“丸正标识”），而符合该标准的1.8公升的玻璃瓶就被称为“丸正瓶”（丸正びん）、丸正1.8公升瓶。1973年，各行业以丸正瓶出品的瓶数达到最高峰，为约15亿瓶，此后逐渐回落，2016年时，年间出品量已经降低到约1.3亿瓶。:2

## 回收
一升瓶的回收由来已久。一升瓶诞生以前，江户已经有回收酒瓶的“樽屋”。玻璃一升瓶面世以后就成为樽屋所回收、贩售的对象。二战后一升瓶紧缺，回收价格高企，1949年时一升瓶回收价达到80日元。进入经济成长期以后，一升瓶使用量下降，而批发、零售酒类的商家也设立了兼营空瓶回收的部门，专营空瓶回收的樽屋也大为减少。:11
近年出厂产品所使用的一升瓶多半来自回收，而非新瓶。2008年时，出厂的一升瓶产品中有75%为回收品。2016年时回收品占65%。:5
以一升瓶包装的商品主要产自九州和近畿地区，而消费量最大的是关东地区。近年在关东地区回收的一升瓶数量超过当地商家所需，因而一部分回收的一升瓶会输送到九州、近畿等地区。过去的回收方式主要是消费者将空瓶带回酒铺，但近年已经不再是主流，多数由当地自治体来回收；例如2001年时店头回收的一升瓶占70%，但2011年时已跌至28%。:7,9

## 按量贩售
一升瓶因为容量固定，在散装酒、酱油等的按量贩售中有使用。战后曾经较为流行，但近年已较少见。

## “喝干一升瓶”
“喝干一升瓶”（一升瓶を飲み干す）是一个使用了转喻手法的常用表现，描述一个人一气喝光一升瓶装的日本酒，状其人豪饮。这个句子常用来作为日文机器语言识别的用例。:508